# 蒙代康日
蒙代康日（法語：Mondercange，[mɔ̃dɛʁkɑ̃ʒ]，[ˈmɔnəʁɪç]，[ˈmonəʀəɕ]）是卢森堡西南部阿尔泽特河畔埃施县一个市镇。市镇的名称来源于其主要城镇蒙代康日。 
截至2017年，位于市镇西部的蒙代康日镇人口为3,532。市镇内的其他村庄包括Bergem、Foetz和Pontpierre。  
蒙代康日是盧森堡足球總會的所在地。当地足球队FC Mondercange比赛于卢森堡足球荣誉联赛，主场为市镇内的Stade Communal球场。
由于卢森堡对卡丁车牌照的年龄限制较低，迈克尔·舒马赫和亚尔诺·特鲁利等人在赛车生涯之初就使用了蒙代康日的卡丁車赛道。